# Pteromalus osmiae
Pteromalus osmiae is een vliesvleugelig insect uit de familie Pteromalidae. De wetenschappelijke naam is voor het eerst geldig gepubliceerd in 1979 door Hedqvist.